# Johann Gropper
Johann Gropper (Soest, 24 febbraio 1503 – Roma, 13 marzo 1559) è stato un cardinale tedesco del periodo della Riforma.

## Biografia
Nacque a Soest, in Vestfalia, ed il 7 novembre 1525 si addottorò in utroque iure presso l'Università di Colonia: arcidiacono della cattedrale di Colonia, partecipò al Concilio di Trento in qualità di perito.
Papa Paolo IV lo elevò al rango di cardinale-diacono del titolo di Santa Lucia in Silice nel concistoro del 20 dicembre 1555.
Morì il 13 marzo 1559 e fu sepolto nella chiesa di Santa Maria dell'Anima, ai piedi della tomba di papa Adriano VI (suo conterraneo).